# Dunkle Stunden
Dunkle Stunden: Ein Fall für Renée Ballard und Harry Bosch (englisch The Dark Hours) ist der 36. Roman des US-amerikanischen Krimi-Autors Michael Connelly. Neben der Haupt-Protagonistin Renée Ballard (4. Roman der Renée-Ballard-Serie) tritt Harry Bosch auf (23. Roman der Harry-Bosch-Serie). Der Roman erschien 2021 in Englisch, in deutscher Übersetzung 2023.

## Handlung
In der Silvesternacht 2020, mitten in der Pandemie, sind Renée Ballard und ihre Kollegin Lisa Moore von der Hollywood Division Sexual Assault Unit im Einsatz. Sie erwarten, dass die Midnight Men in dieser Nacht erneut zuschlagen werden. Den Namen ‚Midnight Men‘ haben die Ermittler zwei Männern gegeben, die gemeinsam mit demselben Ablaufmuster bereits zwei Frauen in ihrem Zuhause überfallen und vergewaltigt haben – und dies an Feiertagen.
Zum Countdown für das neue Jahr ist es in Los Angeles durchaus üblich, dass nicht nur mit Feuerwerkskörpern gefeiert wird, sondern dass auch echte Waffen in die Luft abgefeuert werden. So auch diese Nacht, die Folge: ein Bleiregen von oben. Als Ballard und Moore zu einem Einkaufszentrum gerufen werden, wo ein Mann genau um 12 Uhr plötzlich von einer Kugel getroffen tot umgefallen war, vermuten die Detectives zuerst, der Tote, Javier Raffa, könnte von einer herabfallenden Kugel getroffen worden sein.
Bei der Untersuchung der Leiche riecht Ballard Schmauchspuren; es war also ein gezielter Mord.  Obwohl selbst eigentlich nicht zuständig, ist Renée Ballard entschlossen, die Untersuchung des Falls an sich zu ziehen. Sie verhört den Sohn des Opfers, Gabriel, und bringt in Erfahrung, dass ein unbekannter Weißer mit einem Hoodie sich bei den Feiernden aufgehalten hatte. Er könnte der Täter gewesen sein. Das Opfer war früher Mitglied der Gang Las Palmas 13 gewesen. Die Kollegen der Gang und Vice Unit sind jedoch überzeugt, dass sich Raffa schon vor Jahren aus der Gang freigekauft hat.
Am Neujahrstag erfährt Ballard, dass es in der Silvesternacht tatsächlich eine Vergewaltigung gegeben hat. Das Opfer ist Cynthia Carpenter, die geschiedene Chefin eines Coffee Shops. Im Gespräch mit Cynthia stellt sich heraus, dass es exakt der Modus Operandi der Midnight Men war, dem Cynthia zum Opfer gefallen ist. Ballard hat jetzt zwei Fälle, an denen sie parallel ermittelt.
Im Fall von Javier Raffa kann Ballard eine Geschosshülse sicherstellen. Die Untersuchung zeigt, dass sie aus einer Waffe stammt, die schon vor Jahren bei einem Mord verwendet worden war. Ballard will sich die Ermittlungsakte des Falls besorgen, doch es stellt sich heraus, dass nur eine Leihkarte da ist. Harry Bosch ist darauf als Ausleiher verzeichnet. Doch Bosch hat die Akte nicht, aber er ist natürlich sofort dabei, bei den Ermittlungen zu helfen. Sie finden heraus, dass Raffa sich aus der Gang Las Palmas 13 freikaufen konnte, weil er in seinem Geschäft einen stillen Teilhaber hatte, der das Geld für den Start des neuen Lebens von Raffa investiert hatte. Der stille Teilhaber ist ein Zahnarzt namens Dennis Hoyle. Und in dem ungelösten alten Fall mit derselben Waffe hatte das Opfer auch Geld von einem Zahnarzt geliehen. Die Verbindung: Beide Zahnärzte betrieben zusammen mit zwei weiteren Kollegen ein Dentallabor. Noch merkwürdiger: einer der Partner wurde selbst Opfer eines ungeklärten Mordes und auch die Ermittlungsakte dieses Falls war angeblich ausgeliehen. Es war offensichtlich jemand innerhalb des LAPD in die Fälle verwickelt!
Währenddessen ermittelt Ballard auch im Fall der Midnight Men, allerdings ohne die Kollegin Lisa Moore. Moore gönnt sich, obwohl eigentlich im Dienst, ein Wochenende mit ihrem Freund in Santa Barbara. Bei der Vernehmung des Vergewaltigungsopfer Cynthia Carpenter vermutet Ballard, dass Cynthia gezielt ausgesucht wurde. Ballard rätselt, wie die Vergewaltiger in das Haus von Carpenter kommen konnten: wohl durch die Garage, aber wie konnten sie das Garagentor öffnen? Die Fernbedienung dazu lag im Auto von Carpenter und zum wahrscheinlichen Zeitpunkt des Eindringens eines der Täter war das Auto gar nicht in der Nähe der Garage.
Die Ermittlungen überschneiden sich: Javier Raffa wollte, so sein Sohn, den Investor loskriegen, der ihm damals das Geld gegeben hatte. Ballard versucht zusammen mit Bosch herauszufinden, was damals geschehen war. Mit etwas Druck bei der Sitte können sie mit einer früheren Informantin sprechen und setzen diese unter Druck, bis sie einen Namen nennt: Bonner, ein Detective des LAPD, war der Mann im Hintergrund der Geldgeschäfte der Zahnärzte und der Gang Las Palmas 13. Ironischerweise hatte Bonner damals genau die Position, die jetzt Renée Ballard hat: die Nachtschicht der Hollywood Division.
Die Erkundigungen nach Bonner bleiben nicht ohne Folgen: Ballard wird in der Nacht in ihrer Wohnung überfallen. Bonner versucht sie zu ermorden. Doch es gelingt ihr, ihn zu bezwingen, indem sie ihm mit ihrem Ellbogen in die Kehle schlug. Bonner bekommt keine Luft mehr und droht zu ersticken. Ballard ruft den Rettungssanitäter Garrett Single an, den sie erst kürzlich kennengelernt hatte. Unter seiner telefonischen Anleitung macht sie einen Luftröhrenschnitt bei Bonner und führt einen kleinen Schlauch ein. Sie rettet Bonner dadurch das Leben. Gerade bevor der Rettungswagen eintrifft kommt Bonner wieder zu Bewusstsein und wird sich seiner Lage bewusst. Er reißt den Schlauch aus seiner Kehle. Auf dem Weg ins Krankenhaus stirbt er.
Bei Bonner findet Ballard ein Wegwerf-Handy, mit dem Bonner wahrscheinlich mit dem Drahtzieher der Morde kommuniziert hatte. Sie gibt sich in Textnachrichten als Bonner aus und verabredet ein Treffen im Dentallabor. Dort kann sie gemeinsam mit Bosch einen der Zahnärzte, Jason Abbott, festnehmen. Er war der Hintermann der Morde. Fall 1 gelöst, doch stößt das nicht auf Anerkennung bei ihrem Vorgesetzten. Im Gegenteil: weil Ballard den Fall entgegen der Anweisung, ihn an andere Kollegen abzugeben, weiterverfolgt hat, wird sie wegen Insubordination vom Dienst suspendiert.
Doch sie ermittelt weiter: Im Fall der Midnight Men gibt es eine neue Entwicklung. Zufällig trifft Ballard einen Nachbarn von Carpenter, der ihr erzählt, dass die Straßenlaterne vor Carpenters Haus nicht funktioniert und der deshalb auf das Bureau of Street Lighting von L.A. schimpft. Der Verantwortliche dieser Behörde erzählt Ballard von Fällen mutwilligen Kappens von Leitungen im Sockel der Straßenlaternen, so auch vor dem Haus von Carpenter. Ballard bittet ihn, sie zu informieren, wenn ausgefallene Laternen gemeldet werden und sie nicht zu reparieren.
Und tatsächlich bekommt Renée Ballard wenige Tage später einen Anruf: eine Straßenlaterne ist manipuliert worden. Sie findet den Namen des potenziellen Opfers heraus: Hannah Stovall. Ballard ruft Stovall an und überzeugt sie, dass sie ihre Wohnung unauffällig verlassen soll und dass sie selbst, Renée Ballard an ihrer Stelle dort in der Nacht sein wolle. Immer noch suspendiert, kann sich Ballard nicht an ihre Kollegen wenden. Auch gegen den Rat von Harry Bosch will sie den Plan umsetzen, selbst Köder für die Midnight Men zu sein. Sie schreibt vorher eine E-Mail an ihren Vorgesetzten, in der sie den Dienst quittiert.
Wie bei Carpenter dringt tatsächlich einer der Täter durch die Garage in das Haus von Stovall ein. Über Handy spricht er dabei mit seinem Komplizen. Damit hatte Ballard nicht gerechnet, kein guter Plan, denkt sie. In der Tat: der Komplize draußen bekommt mit, dass Ballard den Eindringling überwältigt und bricht die Haustür mit brachialer Gewalt auf. Es kommt zu einem Kampf zwischen Ballard und den Vergewaltigern. Es gelingt ihr in größter Not beide zu erschießen.
Sie war nicht im Dienst, sondern hat als Bürgerin in Notwehr gehandelt. Die internen Ermittler des LAPD müssen bei der Vernehmung wieder abrücken. Für Ballard bleibt aber die Frage, wie die Midnight Men die Garagentore öffnen konnten. Die Lösung: Sie haben eine programmierbare Fernbedienung verwendet. Woher aber kannten sie den Code für die Tore? Sie wurden im Darknet von den früheren Partnern der Opfer angeheuert, die sich an ihren Ex auf diese brutale Weise rächen wollten. Die Midnight Men hatten auch jeweils Fotos gemacht, die sie ihren Auftraggebern nach der Tat gegeben haben.
Ballard ist jetzt nicht mehr Detective. So ist sie um so überraschter, dass der Polizeipräsident sie persönlich aufsucht und ihr die Rückkehr ins LAPD anbietet. Wird sie das Angebot annehmen?

## Hintergrund
Michael Connelly Romane spielen immer in der Gegenwart und in der Kulisse des Romans erfahren die Leser über die Obdachlosigkeit in Los Angeles, die Tötung von George Floyd, Black Lives Matter, die COVID-19-Pandemie und – die Geschichte spielt von Silvester 2020 bis in die ersten Tage des Januar 2021 – den Sturm auf das Kapitol in Washington 2021 am 6. Januar.
Aber der eigentliche Hintergrund des Romans ist die Demoralisierung der Polizei in Los Angeles. Die Kollegin Lisa Moore steht sinnbildlich für Polizisten, die zynisch geworden sind und nicht mehr eintreten für den Auftrag, den Connelly als den ihren sieht: die Bürger zu schützen und das Verbrechen zu bekämpfen. Harry Bosch äußert die Auffassung, dass eine Organisation am ehesten von innen heraus zum Positiven verändert werden kann. Das Angebot des Polizeichefs am Ende des Romans gäbe Ballard die Möglichkeit dazu.

## Rezeption
Kirkus Reviews verweist auf die vielen Details wie falsche Fährten, abteilungsinterne Querelen und persönlichen Verrat, die manchmal die Struktur des Romans verdecken. „Aber niemand, der Ballard und Bosch bis zum Ende folgt, wird enttäuscht sein.“. Die Tampa Bay Times betont, dass Connelly einer der besten ist in der Branche, wenn es darum geht, über polizeiliche Ermittlungen zu schreiben und Spannung zu erzeugen. Die Beziehung zwischen Ballard und Bosch hält die Rezensentin für „die Kirsche auf dem Sahnehäubchen“. Publishers Weekly resümiert, dass auf dem Weg zu einem überraschenden, ja hoffnungsvollen Ende Connelly Themen wie Unzufriedenheit in der Polizei, Frauenfeindlichkeit, häusliche Gewalt und den Aufstand am 6. Januar 2021 aufgreift. Das Fazit insgesamt: ein Meisterwerk.
Michael Drewniok von der Krimi-Couch.de spricht den Hintergrund des Romans an: „Connelly ist mit den Jahren immer kritischer geworden, wobei er politisch nicht unbedingt liberale Ansichten teilt. Die Polizei von Los Angeles liegt ihm trotz eindeutiger (und vom Autor zumindest andeutungsweise zugegebener) Missstände am Herzen. Echte Reformen sind notwendig, aber Connelly sieht sie nicht, sondern registriert nur kurzfristige, auf Öffentlichkeitswirkung gerichtetes Flickwerk.“ Was die Geschichte im Roman angeht, findet er sie spannend, weist aber auch darauf hin, dass Connellys Romane „Mechanismen einer allzu routinierten Plotentwicklung erkennen“ lassen. Er gibt dem Roman 4 von 5 Punkten: „keine Offenbarung (mehr), aber lesenswert“.
In der FAZ fragt sich Hannes Hintermeier angesichts der Vielzahl der Romane, ob Connelly eine „Schreibfabrik“ betreibt. Doch: „Selbst wenn, ist die Fabrik gut geführt: Hier wird noch richtig gearbeitet und in Details investiert, wird das Genre police procedural ernst genommen. Connellys Einblicke in den Justizapparat sind kenntnisreich, von den Modalitäten des Schichtdienstes bis zum immerwährenden Kompetenzgerangel, von faulen, dem Ruhestand entgegendämmernden Kollegen bis zu Kriminellen in Uniform.“

## Ausgaben
- Michael Connelly: The Dark Hours. Little, Brown and Company, New York 2021, ISBN 978-0-316-48564-7.
- Michael Connelly: Dunkle Stunden: Ein Fall für Renée Ballard und Harry Bosch. Aus dem amerikanischen Englisch von Sepp Leeb. Kampa, Zürich 2023, ISBN 978-3-311-12570-9, auch als E-Book.